# Julian Brandt (artist)
Julian Joakim Christer Valdemar Stålbrandt, artistnamn Julian Brandt, född 14 juli 1970 i Bromma församling i Stockholms län, är en svensk sångare, låtskrivare och basist. 

## Biografi
Julian Brandt är son till Christer Stålbrandt, känd som basist i hårdrocksbandet November.
Ett av hans första band, Picnic rönte framgång i Japan under tidigt 90-tal, där man deltog i turnén "Teen Idol Festival" där spelningen på Tokyo Dome inför 60.000 människor var höjdpunkten. 
Hemma i Sverige igen efter att ha åkt runt jorden och spelat, fick Julian Brandt i uppgift att som körledare sätta ihop barnkören till Michael Jacksons Heal The World inför Jacksons spelning på Stockholms stadium under Dangerous turnén. 
Med tiden förvandlades Picnic till ett coverband som spelade på event och fester runt om i landet. 
1998 - 2008 Efter en tid började Julian Brandt dock att skriva låtar igen tillsammans med barndomsvännen Torben Hedlund som han också bildade Bobby med, där även Lars Säfsund ingick ett tag. Bobby hade två top 20 hits i Sverige med Losing Control och She's History. 
2008 beslutade Julian Brandt och Torben Hedlund att de skulle gå vidare med egna projekt.
2005 bildade Julian Brandt popgruppen The Paper Faces tillsammans med Torben Hedlund, Martin Hentzel och trummisen Andy A. Bandet spelade på både Hultsfred och Arvikafestivalen och singeln "Disco Boy" spelades på P3.
Som medlem i Lustans Lakejer deltog Julian Brandt i Melodifestivalen 2007 och på den efterföljande turnén.
2009 debuterade Julian Brandt som soloartist med låten State Of Anxiety. Låten var hämtad från det soloalbum som Julian under ett par års tid har sammanställt tillsammans med producenten Carl Hammar. 
På albumet Looks And Talent (Don't Always Go Together) deltar en rad andra sångare, t.ex. Johan Kinde, Thérèse Andersson och Paulinda Crescentini. Albumet fick bra recensioner och Love can turn us blind blev en hit.
2010 arbetade Julian Brandt parallellt med två album, den helt elektroniska, ännu ej släppta "News Travels Fast In Stockholm" där flera svenska synthhjältar deltar, Tom Wolgers, Greg Fitzpatrick m. fl. och den svenskspråkiga popskivan Demonen  där singeln Retrokärlek plockades upp av radio.
I slutet av november, 2023, 24/11 släppte han albumet "Into the Dark Night."

## Diskografi
| - 2006 - Discoboy - 2006 - Breakin' Up (EP) - 2007 - Det Verkade Så Viktigt Då |